# Die shrink
En microélectronique, un die shrink est la réduction de la taille de la puce d'un circuit intégré qui peut s'effectuer selon plusieurs manières :
- par changement de technique de gravure : un produit peut être converti par les équipes de développement, par exemple passer de 65 nm de taille de transistor à 45 nm : cela aura pour effet de fortement diminuer les dimensions de la puce.
- par une réduction optique de l'impression de la puce sur silicium. Cela a pour avantage de ne pas nécessiter de nouveau développement sur le produit, mais a l'inconvénient de risquer que les composants en interne ne fonctionnent plus de la manière prévue car les modèles ne prennent pas en compte cette réduction optique de la taille des éléments.